# مریجب المشهد
مریجب المشهد (به عربی: مریجب المشهد) یک روستا در سوریه است که در ناحیه سنجار واقع شده‌است. مریجب المشهد ۶۹۸ نفر جمعیت دارد.